# キックオフ (サッカー)

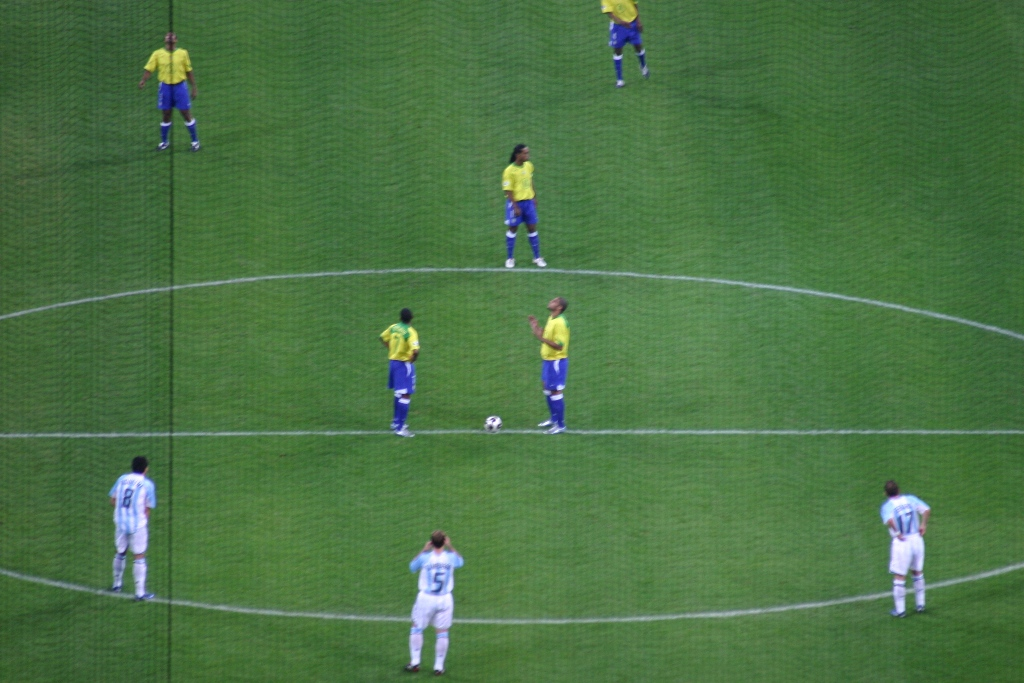
キックオフ

サッカーにおけるキックオフ（Kick-off）は、ルールによって定められたプレーを開始、もしくは再開するための方法である。

## ルール上の規定
サッカーのルールとなるLaw of the Game（日本サッカー協会では「サッカー競技規則」）では第8条プレーの開始および再開（The Start And Restart of Play）においてドロップボールと並んでキックオフの規定がなされている。

### キックオフを行う場合
- 前半と後半、それぞれの開始時。また、延長戦の前後半開始時にもキックオフによりプレーが開始される。この時にキックオフを行うチームの決定方法は以下の項目を参照のこと。
- 得点の後、得点を決められたチームのキックオフによって試合が再開される。

### 前半開始時における規定
プレー開始前にコイントスを行い、攻める方向と、キックオフをするチームを決定する。コイントスに勝ったチームが攻める方向（エンド）を決定し、負けたチームが前半開始時のキックオフを得る。
2019/20 サッカー競技規則改正より、コイントスで勝ったチームは、攻める方向もしくは前半開始時のキックオフを選択できるようになる。
一方、前半開始時にキックオフをしなかったチームは後半開始時にキックオフを行う。またエンドは前後半で交代されなければならない。

### キックオフの進め方
- プレーヤーは全て自分のエンド内にいなければならない。
- キックオフを行わないチームのプレーヤーはセンターサークル内（ボールから9.15m以内）に侵入してはならない。センターサークルはセンターマークを中心とした9.15m(10yds)の円でこの円により、ボールとキックオフを行わないプレーヤーを隔離することを容易にしている。なおキックオフを行うチームのプレイヤーはセンターサークル内に何人いてもよい。

上記2つの条件は、キックオフを行わない相手選手によって意図的に違反することが可能である。この場合、試合の迅速な進行に協力しない行為に該当し「遅延行為」でイエローカードの対象となる。
- ボールをセンターマークに静止させる。
- 主審の合図によってボールが蹴られる。
- ボールはどの方向に蹴りだしても構わない。明らかにボールが動いたと判断された場合、試合が開始または再開される。
  - 2016年以前は、「最初にボールを蹴る選手は前方にボールを蹴りださなければならない。前方に蹴られた時にだけボールがインプレーとなり試合が開始、再開される。ボールを前に蹴り出さなかった場合、やり直しとなる」というルールであり、キックオフ後にボールをキープする場合は事実上2人必要であったが、ルール改正によって1人が後方の味方に蹴りだすキックオフも見られるようになった。なおJリーグでは2016年7月より適用されているが、その他の大会では2017年4月1日までは移行期間とされていた[1]。
- 最初にボールを蹴った選手は、別の選手がボールに触れるまで再びボールに触れることは出来ない。違反した場合は間接フリーキックとなる。（意図的に手また腕で触れた場合は直接フリーキック）。

### その他の規定
2016年以前はキックオフゴール（キックオフで直接ゴールを狙うこと）は禁止されていたが、現在では許容されており、コートが狭い少年サッカー（特に高学年のU-12など)ではしばしば事例がある（ただし11人制のみ。小学生で多い8人制では依然として禁止されており、フィールドプレーヤーかゴールキーパーかを問わず、キッカー以外のタッチが無い場合はゴールとして認められず、相手側ゴールキックでの再開となる）。
なお、いずれにしてもキックオフオウンゴールは認められない。キックオフボールがほかのプレーヤーに触れずに直接味方のゴールに入った場合は、相手側のコーナーキックからの再開となる。